# Peter Chung
Peter Chung  (정근식; pronunciación alternativa: Chung Geun-sik, Jeong Geun-Sik o Chung Geun-sik) (19 de abril de 1961, Seúl, Corea del Sur) es un dibujante, director de cine y animador estadounidense de origen surcoreano. Es principalmente conocido como el creador y director de Æon Flux, una serie animada de culto emitida en el espacio Liquid Television del canal MTV. Entre sus trabajos más destacados se encuentra el diseño de personajes de las series Phantom 2040 y Alexander Senki. Chung estudió animación en el Instituto de las Artes de California de 1979 a 1981; un año en el Programa de Animación de Personajes, y un año más en el Programa de Animación Experimental.

## Biografía
Chung comenzó su carrera de animación en un pequeño estudio en Maryland a los 19 años, trabajo que obtuvo a través de Jules Engel, su mentor en CalArts. De allí a la edad de 20 años diseñó personajes para Hanna-Barbera. Fue durante este tiempo que comenzó a trabajar en el diseño y la animación de Fire and Ice, la película de Ralph Bakshi, antes de ser contratado por Walt Disney Pictures  donde se encargaría de hacer los escenarios. En 1984 haría el guion para la serie Transformers y dos años después la misma labor para Transformers: la película. Trabajó como animador en la serie Rugrats, fue asistente de producción de la segunda unidad de Last Man Standing, diseñó los personajes del animé Alexander Senki de Yoshinori Kanemori, dirigió la secuencia de los créditos de la comedia japonesa Party 7  de Katsuhito Ishii, diseñó los nuevos personajes de Rugrats en París: La película, dirigió el episodio Matriculated de Animatrix y dirigió The Chronicles of Riddick: Dark Fury. Peter Chung contrajo matrimonio en 2005.

## Filmografía
- Fire and Ice (1983)
- The Transformers (1984)
- Transformers: la película (1986)
- Teenage Mutant Ninja Turtles(1987)
- Ring Raiders (1989)
- C.O.P.S. (1988)
- Rugrats (1991)
- Phantom 2040 (1994)
- Æon Flux (1995)
- Last Man Standing (1996)
- Alexander Senki (1999)
- Rugrats: La película (1998)
- Matriculated (2003)
- The Chronicles of Riddick: Dark Fury (2004)
- Revisioned: Tomb Raider Animated Series (2007)
- Firebreather (2010)